# El Gobernador (Jalisco)
El Gobernador es una localidad del estado mexicano de Jalisco. Es parte del municipio de La Barca.

## Demografía
| Gráfica de evolución demográfica |
|                                  |

| Censo | Población |
| ----- | --------- |
| 1900  | 392       |
| 1910  | 438       |
| 1921  | 479       |
| 1930  | 440       |
| 1940  | 578       |
| 1950  | 671       |
| 1960  | 1 035     |
| 1970  | 1 003     |
| 1980  | 1 514     |
| 1990  | 1 364     |
| 2000  | 1 078     |
| 2010  | 909       |
| 2020  | 1 020     |